# Jeřáb u Kosího potoka
Jeřáb u Kosího potoka nebo též Jeřáb u Českého Mlýna je památný strom v přírodním parku Kosí potok nedaleko Plané. Jeřáb prostřední (Sorbus intermedia) roste na levém břehu Kosího potoka u Českého mlýna v nadmořské výšce 480 m n. m. u vsi Stan. Obvod jeho kmene měří 227 cm a jeřáb dosahuje výšky 12 m (měření 2000). Strom je chráněn od roku 1981 pro svůj vzrůst, věk a dendrologickou hodnotu.

## Stromy v okolí
- Týnecká lípa
- Buk u měšťanského pivovaru v Plané
- Alej ke Svaté Anně v Plané